# Бесник Мустафай
Бесник Байрам Мустафай (на албански: Besnik Bajram Mustafaj) е албански писател и политик.
Мустафай е бивш посланик във Франция и министър на външните работи на Албания (2005-2007).
На български са преведени книгите му „Невъзвратимо лято“ и „Жега и щурци“.